# Контеніус Самуїл Христіанович
Самуї́л Христіа́нович Контèніус (нім. Samuel Contenius; рос. Самуил Христианович Контениус, Вестфалія, 1748, за іншими даними 1750 — 30 вересня 1830, колонія Йозефсталь поблизу Катеринослава, Російська Імперія) — статський радник, у 1800—1818 роках — головний суддя Контори опікунства новоросійських іноземних поселенців у Катеринославі, педагог. Видатний громадський діяч німців Придніпров'я.

## Біографія
Народився у Німеччині у родині бідного пастора. Приїхав до Російської імперії як приватний вчитель, а вже з 1785 року вступив на державну службу.
Контеніус був самотньою людиною, дуже скромний у побуті, був справжнім ідеалом «освіченого чиновника», і всі сили віддавав турботі про благоустрій колоній. Він особисто відвідував більшість поселень, готував докладні звіти з порадами щодо поліпшення господарства і побуту колоністів.
Колоністи вважали Контеніуса турботливим батьком. Відомий чиновник і мемуарист Андрій Михайлович Фадєєв зазначав, що в Катеринославі С. Х. Контеніус вважався «найповажнішою особистістю». Самуїл Контеніус був нагороджений орденом св. Анни 2-го ступеня (1803), діамантовим перснем (1810), а потім однією з найвищих нагород Російської імперії — орденом св. Анни 1-го ступеня (1818). Будучи лише статським радником, він удостоєний цієї нагороди другим у цьому чині після історика М. М. Карамзіна. У 1821 р. за «довготривалу і старанну службу» удостоєний чину дійсного статського радника. У 1826 р. йому були подаровані алмазні орденські знаки св. Анни 1 ступеня. Помер у Катеринославі 30 травня 1830 р. Майже всі свої заощадження (15000 рублів) заповів на користь колоній: на розвиток шкіл і церков.
Самуїл Контеніус зробив багато і для розвитку самого Катеринослава, і німецьких колоній, що оточували його. Зокрема, він склав проєкт відродження в губернському місті двох садів (нині парки Шевченка і Глоби), що перебували на початку XIX століття в занедбаному стані. Він запропонував Потьомкінський сад (парк Шевченка) залишити в користуванні міста, а Казенний сад (парк Глоби) перетворити на «розсадник корисних дерев» і зробити його фактично розплідником рослин, дерев і чагарників, заснувати тут училище садівництва. Було засновано окремий Комітет для завідування цими садами, що існував у 1817—1843 роках. Завдяки цій ініціативі С. Х. Контеніуса, Казенний сад у Катеринославі став розплідником дерев для багатьох поселень Наддніпрянщини, зокрема колоній. У 1809 р. С. Х. Контеніус обстежив найбільше промислове підприємство Катеринослава — казенну суконну мануфактуру (існувала з 1794 до 1837 року). Зібраний ним унікальний матеріал дає найцінніші відомості про це підприємство: обладнання, умови праці та розміри оплати.
Оскільки в ранньому Катеринославі, судячи з усього, не було лютеранської парафії, місцеві лютерани належали до парафії колонії Йозефсталь. Таким чином, колонія Йозефсталь була місцевим релігійно-культурним центром і для міста Катеринослава. Контеніус був похований 1830 р. з почестями на цвинтарі колонії Йозефсталь. Ще в 1943 р. зберігалася могила С. Х. Контеніуса зі спеціально влаштованою над нею ротондою з шістьма колонами. Однак із плином часу могила була загублена.
Восени 2002 р. було зроблено несподівану знахідку. Під час експедиції Інституту українсько-німецьких історичних досліджень ДНУ (керівник професор С. І. Бобильова), що активно вивчає, зокрема, питання історії колоній, студент історичного факультету ДНУ випадково помітив, що у воді лежить камінь, візуально схожий на пам'ятник, на якому вудять рибу місцеві рибалки. При найближчому розгляді це виявилася частина надмогильного пам'ятника С. Х. Контеніуса. Зберігся фрагмент із чорного мармуру — пірамідальна основа (ймовірно, для хреста), на боках якої викарбувано епітафії російською та німецькою мовами. На жаль, саму могилу С. Х. Контеніуса не знайдено. Унікальний мармуровий камінь із могили С. Х. Контеніуса тепер експонується в 3-му залі Дніпровського національного історичного музею імені Д. І. Яворницького.